# Citadel: Diana
Citadel: Diana este un serial TV italian de acțiune de spionaj bazat pe serialul american de televiziune din 2023 Citadel. A fost lansat pe Amazon Prime Video la 10 octombrie 2024.

## Rezumat
Milano, 2030. Diana Cavalieri, agent secret al agenției secrete Citadel, se trezește prinsă ca o cârtiță în organizația inamică Manticore, după distrugerea Citadelei cu opt ani mai devreme. Pentru a scăpa și a dispărea pentru totdeauna, Diana va trebui să aibă încredere într-un aliat neașteptat: Edo Zani, moștenitorul agenției Manticore Italia și fiul șefului organizației italiene, Ettore Zani.

## Distribuție
- Matilda De Angelis -- Diana Cavalieri
- Lorenzo Cervasio -- Edo Zani
- Maurizio Lombardi⁠(d) -- Ettore Zani
- Julia Piaton⁠(d) -- Cécile Martin
- Thekla Reuten⁠(d) -- Julia Zani
- Bernhard Schütz⁠(de)[traduceți] --Wolfgang Klein
- Filippo Nigro⁠(d) -- Gabriele

## Episoade
| Nr. | Titlu          | Duration | Data lansării     |
| --- | -------------- | -------- | ----------------- |
| 1   | „Split in Two” | 50 min   | 10 octombrie 2024 |
| 2   | „War”          | 47 min   | 10 octombrie 2024 |
| 3   | „Together”     | 48 min   | 10 octombrie 2024 |
| 4   | „The Zanis”    | 35 min   | 10 octombrie 2024 |
| 5   | „Attack”       | 45 min   | 10 octombrie 2024 |
| 6   | „Jupiter”      | 42 min   | 10 octombrie 2024 |

## Producție
Filmările serialului au început în octombrie 2022 și s-au încheiat în mai 2023.  
A fost filmat în Italia, dar și în Lugano, Mendrisio⁠(d) și Saint-Gotthard Massif în Elveția. 

## Lansare și primire
Seria a fost lansat pe Amazon Prime Video la 10 octombrie 2024. 